# Jacob Ohlsson i Hästekälla
Jacob Ohlsson i Hästekälla, född 14 september 1679 på gården Hästekälla i Morlanda socken på Orust, död 7 maj 1738 på samma släktgård, var en svensk häradsdomare och talman i riksdagens bondestånd.
Vid sidan av driften av gården var han nämndeman, och så småningom häradsdomare i Orusts och Tjörns häradsrätt. Vidare var han Orusts och Tjörns häraders riksdagsman till bondeståndet vid de riksmöten som utlystes mellan 1710 och 1723. Vid riksdagen 1720 utsågs han till ståndets talman.

## Levnadsteckning
Redan knappt 23-årig trädde Jacob Ohlsson ut i det offentliga livet. I juni 1702 avlade han nämndemannaed för att efterträda sin far, Olof Rasmusson i Hästekälla, som avgick från häradsrätten i Oruts och Tjörns tingslag av åldersskäl. Han gifte sig med Johanna Knutsdotter, dotter till skeppsbyggmästaren Knut Olsson i Mollösund. De fick mellan 1711 och 1732 tolv barn, varav sex uppnådde vuxen ålder. Första gången Jacob Ohlsson representerade Orusts och Tjörns härader i bondeståndet var vid det s.k. utskottsmötet 1710. Till utskottsmötet kallades endast tre till fyra bönder från varje län, mot att två från varje härad kunde sändas till en vanlig riksdag. Sammankallandet skedde i all hast som en följd av arméns nederlag vid Poltava 1709 och kungens, Karl XII, flykt till Turkiet. Det var den första ständersammankomsten sedan kröningsriksdagen 1697. Det därefter uppseglade danska hotet mot skånelanden föranledde inkallandet av riksdagen 1713-1714, och kungens död i Fredrikshald 30 november 1718 gjorde sammankallandet av en riksdag påföljande år nödvändig. Hur Jacob Ohlsson bidrog vid dessa tre tillfällen är okänt. Dels har hans roll sannolikt varit mer avvaktande när han började göra erfarenheter som riksdagsman, men främst var riksdagen 1720 den första där bondeståndet förde eget protokoll. Dessförinnan är dokumentationen för ståndet bristfällig.